# جونكإ يوكونو
جونكإ يوكونو (باليابانية: 横野 純貴) (7 أكتوبر 1989 في كيتاهيروشيما في اليابان – )؛ هو لاعب كرة قدم ياباني سابق كان يلعب كمهاجم.

## وصلات خارجية
- جونكإ يوكونو على موقع رابطة كرة القدم اليابانية للمحترفين (اليابانية)
- جونكإ يوكونو على موقع قاعدة بيانات كرة القدم.إي يو (الإنجليزية)
- جونكإ يوكونو على موقع Soccerway.com (الإنجليزية)
- جونكإ يوكونو على موقع عالم كرة القدم.نت (الإنجليزية)